# 359

359(삼백오십구)는 358보다 크고 360보다 작은 자연수다.

## 수학
- 72번째 소수(素數)다. 앞의 소수는 353, 다음 소수는 367이다.
  - 21번째 소피 제르맹 소수(↔ 719)다. 앞의 소피 제르맹 소수는 293, 다음은 419다.
  - 14번째 안전 소수(↔ 179)다. 앞의 안전 소수는 347, 다음은 383이다.

## 과학
- NGC 359(영어판): 고래자리 방향에 있는 타원 은하.

## 교통
- 국도
  - 일본 359번 국도(일본어판): 도야마현 도야마시에서 이시카와현 가나자와시까지 이어지는 일본의 국도.
- 기타 도로
  - 359번 지방도: 경기도 고양시 일산서구 대화동에서 파주시 문산읍 선유리까지 이어지는 대한민국의 지방도.
  - 현도 제359호선

## 군사
- U-359(영어판): 제2차 세계 대전에 사용된 나치 독일의 군용 잠수함.

## 문화유산
- 대한민국의 보물 제359호: 충주 정토사지 홍법국사탑비
- 대한민국의 사적 제359호: 파주 수길원

## 기타
- 연도: 359년, 기원전 359년